# الشارع العربي

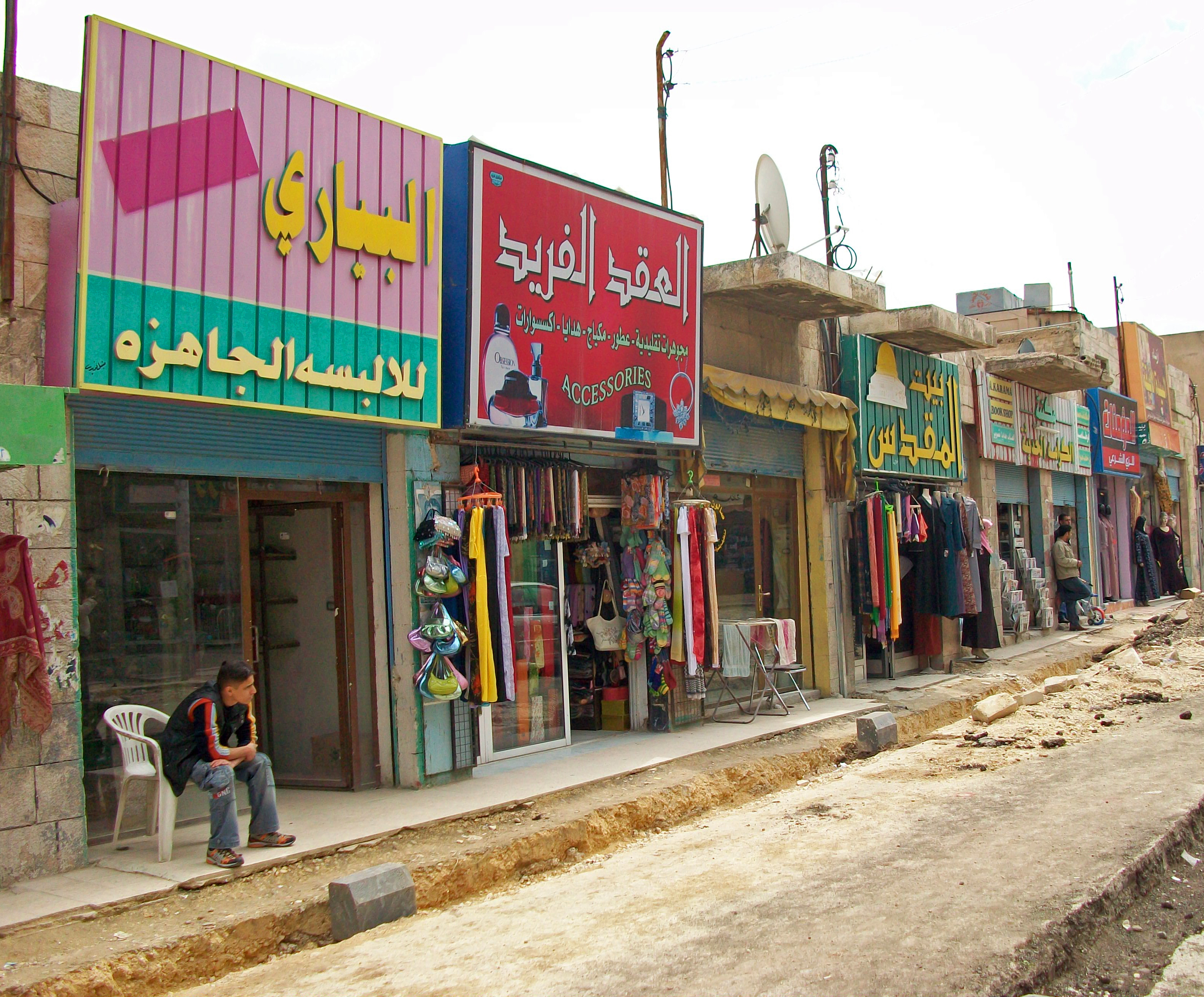

الشارع العربي مصطلح سياسي عربي للدل على حركة الجمهور المقهور، للتعبير عن الرأي العام، بلا نظام أو ترخيص.